# Skreahivka, Trosteaneț
Skreahivka (în ucraineană Скрягівка) este un sat în comuna Buimer din raionul Trosteaneț, regiunea Sumî, Ucraina.

## Demografie
Componența lingvistică a localității Skreahivka
     Ucraineană (97,34%)
     Rusă (2,13%)
     Alte limbi (0,53%)
Conform recensământului din 2001, majoritatea populației localității Skreahivka era vorbitoare de ucraineană (97,34%), existând în minoritate și vorbitori de rusă (2,13%).